# Screen Actors Guild Award for Outstanding Performance by a Stunt Ensemble in a Television Series
The Screen Actors Guild Award for Outstanding Performance by a Stunt Ensemble in a Television Series er en ny award, som uddeles af Screen Actors Guild. Denne award blev uddelt første gang i 2008.

## Vindere og nominerede

### 2000'erne
2007: 24 timer 
- Heroes
- Lost
- Rome
- The Unit

2008: Heroes
- The Closer
- Friday Night Lights
- Prison Break
- The Unit

2009 – 24 timer
- Heroes
- The Closer
- Dexter
- The Unit

### 2010'erne
2010: True Blood
- Burn Notice
- CSI: NY
- Dexter
- Southland

2011 – Game of Thrones
- Dexter
- Southland
- Spartacus: Gods of the Arena
- True Blood